# Karol Borysowicz
Karol Borysowicz h. Dryja (ur. 1 listopada 1886 w majątku Rozalmów, gubernia mohylewska, powiat klimowicki, gmina zabiełyszyńska, zm. 28 lutego 1967 w Warszawie) – ziemianin, przedsiębiorca, kapitan Wojska Polskiego, społecznik.

## Życiorys

### Dzieciństwo i młodość
Urodził się 1 listopada 1886 r. w Rozalmowie na obecnej granicy Białorusi i Rosji, jako czwarte dziecko Mieczysława i Marii z Pulikowskich. Matka zmarła 4 listopada 1893 r. Do dziesiątego roku życia otrzymywał nauki w domu. W 1896 r. został zabrany przez daleką krewną, Izabelę Trojanowską, do Petersburga i tu uczył się dalej do matury. W 1905 r. rozpoczął studia prawa na uniwersytecie w Petersburgu. Rozruchy rewolucyjne spowodowały, że uniwersytet został zamknięty. Kontynuował studia w Krakowie, gdzie został przyjęty na wydział filozofii i prawa Uniwersytetu Jagiellońskiego 26 października 1906 r., a następnie od 25 kwietnia 1908 r. na wydział prawa uniwersytetu w Dorpacie, gdzie obronił dyplom na wiosnę 1910 r.
Po zakończeniu studiów zgłosił się ochotniczo w październiku w 1910 r. do odbycia służby wojskowej jako tzw. jednoroczny ochotnik w Petersburgu i obóz letni w okolicy Smoleńska. We wrześniu 1911 r. zakończył służbę wojskową ze stopniem oficerskim pierwszej rangi chorążego i wrócił do majątku rodzinnego Rozalmów, gdzie poświęcił się „pracy organicznej”.
W 1917 r. opuścił Rozalmów na zawsze, uciekając przed rewolucją. Jego ojciec Mieczysław opuścił Rozalmów pięć lat później i przyjechał za nim do Polski.

### II Rzeczpospolita i PRL
W II RP, w latach 1920–1932, był zawodowym oficerem stacjonującym najpierw w Dęblinie, a potem w Poznaniu, awansując do stopnia kapitana. Brał czynny udział w wojnie polsko-bolszewickiej i II wojnie światowej. Po upadku kampanii wrześniowej postanowił nie pójść do niewoli i kontynuował walkę w podziemiu. Kilka razy uniknął aresztowania. 1 kwietnia 1943 r. Gestapo nie zastało go w mieszkaniu w Warszawie, ale zaaresztowało jego żonę Lidię i zięcia dra Stanisława Jagielskiego. Zostali osadzeni w obozie koncentracyjnym w Auschwitz. Po II wojnie światowej, aż do śmierci, mieszkał wraz z żoną, córką i zięciem w Zalesiu Dolnym pod Warszawą. Zmarł 28 lutego 1967 r. w szpitalu w Warszawie. Spoczywa na cmentarzu Powązkowskim w Warszawie (kwatera 230-3-18,19).

## Ziemianin i przedsiębiorca
- W 1912–1913 r. uruchomił w swoim majątku Rozalmów własną cegielnię i wybudował fabrykę przetwórstwa. Maszyny sprowadził z Niemiec, motor z Ursusa[g][7].
- Wyroby rozalmowskie zostały odznaczone złotym medalem na Wystawie Przemysłowo-Ogrodniczej w Petersburgu w 1913 r.
- W 1932 r., po odejściu z czynnej służby wojskowej, poznał i zaprzyjaźnił się[h] z Romanem Żurowskim i rozpoczął współpracę. W 1935 r. został wspólnikiem firmy Leszczków Sp. z o.o. i doprowadził do współpracy pomiędzy firmami Leszczków Żurowskich (produkcja samodziałów) i Milanówek Witaczków (produkcja wyrobów jedwabiu). Założył sklepy firmowe w Poznaniu, Warszawie i dopomógł otworzyć 10 sklepów firmowych w innych polskich miastach.
- 19 listopada 1946 r. z wdową po Romanie Żurowskim, Karoliną Żurowską i inż. Janem Szpunarem (dyr ds. technicznych w Leszczkowie) założył firmę „Leszczków”, Wytwórnia Tkanin – Spółka z o.o. w Łowiczu[8] i uruchomił produkcję samodziałów w Łowiczu i Czechowicach, przywiózłszy krosna z fabryki z Leszczkowie. Objął stanowisko prezesa zarządu. Po kilku latach dochodowej działalności firma została upaństwowiona 28 czerwca 1950 r. i przejęta przez Cepelię[9].

## Rodzina

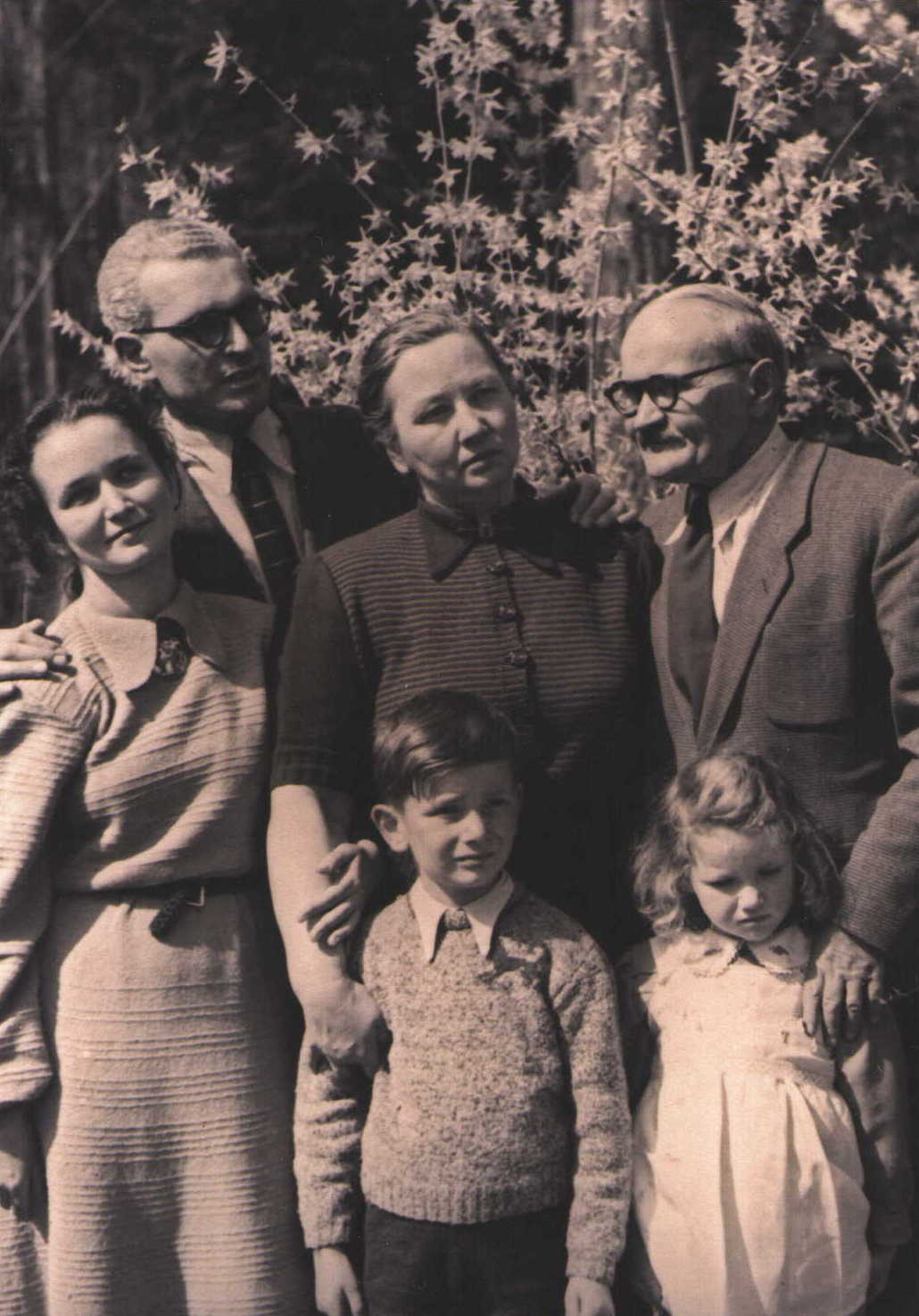
Karol Borysowicz z żoną Lidią, córką Danutą, zięciem dr Stanisławem Jagielskim (1915–1997) i wnukami Jackiem (1942–2020) i Itą (1944)

9 listopada 1914 r. ożenił się z Lidią Gumińską (3/11 1894 – 12/9 1966) h. Junosza, z którą miał dwoje dzieci Zdzisława, architekta, po wojnie zamieszkałego w Anglii i Danutę, artystę-malarkę, absolwentkę ASP w Warszawie, która wyszła za mąż za Stanisława Jagielskiego, lekarza kardiologa i zamieszkała w Zalesiu Dolnym k. Warszawy.
Miał starszego brata Konstantego, który był lekarzem i dwie siostry Helenę Rymaszewską i Eugenię (Zenię) Mackiewiczową oraz młodszego brata Władysława, który zmarł jako niemowlę.
Przyrodni brat matki, Aleksander Pulikowski, geograf, zamieszkał w Petersburgu. Atlas geograficzny jego autorstwa przez szereg lat służył wszystkim szkołom Cesarstwa Rosji. Był też wychowawcą jednego z wielkich książąt Romanowów.

## Działalność społeczna
Widział w pracy organicznej szansę uratowania polskości na ziemi Białoruskiej. Marzył o uprzemysłowieniu Rozalmowa, budowie szkoły ogrodniczo-rolniczej, stworzeniu ośrodka oświaty i uspołecznieniu chłopów.
Przyczynił się do rozwoju kultury białoruskiej odrębnej od obecnej kultury rosyjskiej:
- Sprowadził kalendarze białoruskie dla lokalnych nauczycieli.
- Korespondował z redaktorem Wacławem Łastowskim[k], w sprawie wydania gazety w języku białoruskim w Mohylewie[12].
- Zamówił zbiór wierszy białoruskich „Wianok” u Maksyma Bahdanowicza i przekazał pieniądze na ich wydrukowanie[12].

## Twórczość
Pamiętniki i poezja.

## Ordery i odznaczenia
- Medal Pamiątkowy za Wojnę 1918–1921[14]
- Medal Dziesięciolecia Odzyskanej Niepodległości[14]
- Brązowy Medal za Długoletnią Służbę[14]